# Кулідж (Канзас)
Кулідж (англ. Coolidge) — місто (англ. city) в США, в окрузі Гамільтон штату Канзас. Населення — 80 осіб (2020).

## Географія
Кулідж розташований за координатами 38°2′29″ пн. ш. 102°0′28″ зх. д. / 38.04139° пн. ш. 102.00778° зх. д. (38.041425, -102.007819).  За даними Бюро перепису населення США в 2010 році місто мало площу 1,20 км², уся площа — суходіл.

## Демографія
Згідно з переписом 2010 року, у місті мешкало 95 осіб у 43 домогосподарствах у складі 26 родин. Густота населення становила 79 осіб/км².  Було 49 помешкань (41/км²).
Расовий склад населення:
| - 82,1 % — білих - 17,9 % — осіб інших рас |

До двох чи більше рас належало 0,0 %. Частка іспаномовних становила 33,7 % від усіх жителів.
За віковим діапазоном населення розподілялося таким чином: 25,3 % — особи молодші 18 років, 57,9 % — особи у віці 18—64 років, 16,8 % — особи у віці 65 років та старші. Медіана віку мешканця становила 42,1 року. На 100 осіб жіночої статі у місті припадало 102,1 чоловіків;  на 100 жінок у віці від 18 років та старших — 108,8 чоловіків також старших 18 років.
Середній дохід на одне домашнє господарство  становив 56 249 доларів США (медіана — 57 188), а середній дохід на одну сім'ю — 63 974 долари (медіана — 68 542). За межею бідності перебувало 15,6 % осіб, у тому числі 22,2 % дітей у віці до 18 років та 17,9 % осіб у віці 65 років та старших.
Цивільне працевлаштоване населення становило 65 осіб. Основні галузі зайнятості: сільське господарство, лісництво, риболовля — 41,5 %, освіта, охорона здоров'я та соціальна допомога — 16,9 %, фінанси, страхування та нерухомість — 12,3 %, будівництво — 10,8 %.